# Malí en los Juegos Olímpicos de Atlanta 1996
Malí estuvo representado en los Juegos Olímpicos de Atlanta 1996 por tres deportistas, un hombre y dos mujeres, que compitieron en atletismo.
El equipo olímpico maliense no obtuvo ninguna medalla en estos Juegos.